# Autobesitas
Autobesitas (Engels: autobesity of car bloat) is een term die verwijst naar de trend waarbij personenauto's steeds groter, breder en zwaarder worden. Deze trend is begonnen in de jaren 90 van de twintigste eeuw en manifesteert zich vooral in de toenemende populariteit van SUV's (sports utility vehicle) en de algemene schaalvergroting van personenauto's.

## Ontwikkeling en trends

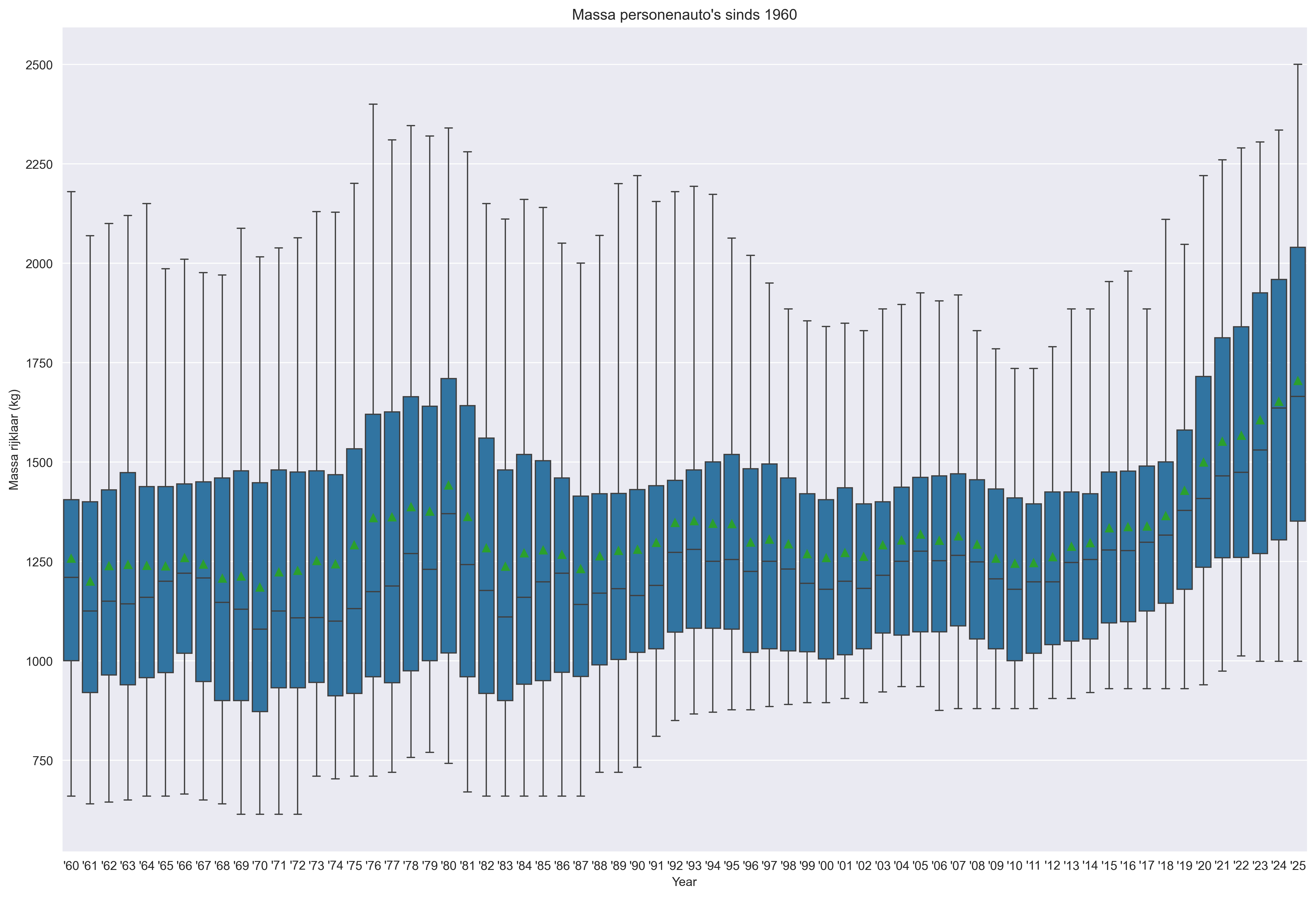
Boxplot van de massa van personenauto's in Nederland van 1960 tot 2025.

### Historische ontwikkeling
Waar het gemiddelde gewicht van personenauto's tussen 1960 en 2014 relatief stabiel bleef rond de 1250 à 1300 kg, is er sinds 2014 een drastische stijging waarneembaar. In 2024 weegt een gemiddelde auto 1652 kg - een toename van 355 kg (27,37%) ten opzichte van 2014.

### Dimensionale toename
De gemiddelde breedte van personenauto's is tussen 2001 en 2024 toegenomen van 170,5 cm naar 180,2 cm. Deze ontwikkeling betekent een gemiddelde groei van ongeveer een halve centimeter per jaar. Sommige SUV-modellen overschrijden zelfs de twee meter breedte. Voorbeelden hiervan zijn de BMW X5 (200,4 cm), BMW X6 (200,4 cm), BMW X7 (200 cm) en de BMW XM (200,5 cm). De Dodge RAM, een populaire Amerikaanse pick-up truck die in Europa wordt geïmporteerd, meet zelfs tot 208,5 cm in breedte, waarmee deze bijna 30 cm breder is dan de standaard parkeervakken van 180 cm.

### SUV-trend
In 2023 was voor het eerst meer dan de helft (50,2%) van alle nieuw verkochte auto's in Nederland een SUV, een stijging van 48,0% in 2022. Ter vergelijking: in 2017 was slechts 13,7% van de verkochte auto's een SUV.

## Oorzaken

### Commerciële factoren
Een belangrijke drijvende kracht achter de autobesitas is de marketingstrategie van autofabrikanten. Luxe SUV's hebben grotere winstmarges dan bescheiden modellen, wat leidt tot een focus op de ontwikkeling en promotie van grotere voertuigen.

### Technische ontwikkeling
De toename in gewicht wordt mede veroorzaakt door:
- Strengere veiligheidseisen en meer veiligheidsvoorzieningen
- De transitie naar elektrische auto's met zware accupakketten
- Toegenomen comfort- en luxevoorzieningen

### Sociale factoren
Verkeerspsycholoog Gerard Tertoolen schrijft de trend toe aan "een bepaald type mens dat altijd maar meer wil" en aan de consumptiemaatschappij. Hij stelt dat de statusfunctie van een auto voor veel mensen belangrijk is.

## Gevolgen

### Ruimtelijke impact
De toenemende omvang van auto's leidt tot:
- Parkeerproblematiek in stedelijke gebieden - veel auto's passen niet meer in standaard parkeervakken
- Verminderde ruimte voor andere weggebruikers
- Druk op de openbare ruimte en bevordering van stedelijke spreiding[2]
- Toenemende auto-afhankelijkheid[1][10]

### Veiligheidsaspecten
Volgens onderzoek van het Belgische instituut VIAS leidt:
- Een toename van 300 kg in massa tot 23% meer risico op een dodelijk ongeval bij kwetsbare verkeersdeelnemers
- Een 10 cm hogere voorkant tot 30% meer risico voor fietsers en voetgangers
- Grotere voertuigen hebben vaker problemen met het zien van kleine kinderen door hun hogere voorkant
- Voertuigen met hogere voorkant en stomp profiel hebben 45% meer kans op dodelijke ongevallen met voetgangers[11]

### Milieueffecten
De trend heeft verschillende negatieve milieueffecten:
- Verhoogde CO2-uitstoot
- Inefficiënt grondstoffengebruik
- Hoger energieverbruik
- Meer uitstoot van fijnstof door band- en remslijtage, zelfs bij elektrische voertuigen
- Zonder de verschuiving naar SUV's had het energieverbruik per afgelegde afstand tussen 2010 en 2022 30% meer kunnen dalen[8]

### Vicieuze cirkel
Er is sprake van een vicieuze cirkel waarbij bestuurders grotere auto's kiezen voor hun eigen veiligheid, wat andere weggebruikers vervolgens ook aanzet tot de aanschaf van grotere voertuigen. Een expert van de Amerikaanse National Safety Council beschreef autobesitas als een "wapenwedloop".

## Beleidsmaatregelen

### Europees niveau
De huidige Europese regelgeving staat een maximale voertuigbreedte toe van 2,55 meter, een norm die oorspronkelijk bedoeld was voor vrachtwagens en bussen. Deze limiet werd in de jaren '90 ingevoerd om de expansie van zware voertuigen te beperken, maar werd nooit specifiek aangepast voor personenauto's. Transport & Environment pleit voor een herziening van deze regelgeving met een specifieke breedtelimiet voor personenauto's. Hun analyse suggereert dat een limiet van 192,1 cm - gebaseerd op de breedste 3% van de huidige verkopen - een werkbaar compromis zou kunnen zijn. Voor bedrijfsvoertuigen zoals bestelwagens wordt een aparte limiet van 207 cm voorgesteld.

### Nationaal niveau
Frankrijk heeft per 1 januari 2024 de gewichtsdrempel voor extra belasting bij zware voertuigen verlaagd van 1,8 naar 1,6 ton. Boven deze grens geldt een toeslag van €10 per kilogram, oplopend tot €30 per kilogram vanaf 2,1 ton.

### Stedelijk niveau
Verschillende Europese steden nemen maatregelen:
- Parijs voert verhoogde parkeertarieven in voor grote SUV's[13]
- Lyon en Tübingen hebben vergelijkbare maatregelen aangekondigd
- Amsterdam onderzoekt de mogelijkheid om grotere auto's meer te laten betalen voor parkeren[14]